# Стельмах, Татьяна Дмитриевна
Татья́на Дми́триевна Сте́льмах (укр. Тетяна Дмитрівна Стельмах , 7 октября 1951 год, село Слободка, Коростышевский район, Житомирская область — 2 апреля 2007 год, там же) — доярка колхоза имени Мичурина Коростышевского района Житомирской области. Герой Социалистического Труда (1981). Депутат Верховного Совета УССР 8—9 созывов.

## Биография
Родилась 7 октября 1951 года в крестьянской семье в селе Слободка Коростышевского района Житомирской области. Окончила семилетнюю школу. С 1969 года работала дояркой в колхозе имени Мичурина Коростышевского района. В 1973 году вступила в КПСС. В 1974 году окончила Коростышевскую очно-заочную (вечернюю) среднюю школу и в 1988 году — заочное отделение зооинженерного факультета Житомирского сельскохозяйственного института. Работала зоотехником колхоза имени Мичурина Коростышевского района.
В 1974 году надоила в среднем по 6268 килограммов молока от каждой коровы, за что была награждена орденом Трудового Красного Знамени. В 1975 и 1976 годах — победительница областного конкурса доярок.
В 1980 году надоила в среднем по 8 тысяч килограмм молока от каждой коровы. За эти выдающиеся достижения в трудовой деятельности была удостоена в 1981 году звания Героя Социалистического Труда.
После выхода на пенсию проживала в родном селе, где скончалась в 2007 году.

## Награды
- Герой Социалистического Труда — указом Президиума Верховного Совета СССР от 6 марта 1981 года
- Орден Ленина (дважды)
- Орден Трудового Красного Знамени
- Лауреат Премии Ленинского комсомола (1976)